# 앨리스 JAPAN
앨리스 JAPAN(アリスJAPAN)은 일본의 성인 비디오 메이커이다. 재팬 홈 비디오의 다른 메이커인 에로티카(EROTICA)도 본 항목에 기술한다.

## 주요 시리즈

### 앨리스 JAPAN
- 강간광 (レイプ狂い)
- 끝나지 않는 〇〇〇〇 (終わらない〇〇〇〇)
- 만나자마자 〇초 합체 (出会って〇秒で合体)
- 복키 (ボッキー)
- 사람이길 포기하다 (人間♥廃業)
- 신인 걸즈 (素人ギャルズ[LEVEL A])
- 신인 마담즈 (素人マダムズ[LEVEL A])
- 앨리스 핑크 파일 (アリスピンクファイル)
- 여자의 엉덩이 (女尻)
- 역 소프 천국 (逆ソープ天国)
- 플래시 백 (フラッシュバック)
- 플래시 파라다이스 (フラッシュパラダイス)

### EROTICA
- 당신 전용의 티슈를 하겠습니다. (あなた専用のティッシュになります)
- 바로 찢어지는 콘돔 (すぐに破れるコンドーム)
- 빼지 않고 14번 사정 (抜かずの14発中出し)

## 출연 여배우 목록
굵은 글씨는 현재(2015년 7월 기준)까지 작품을 냈던 배우이며, EROTICA에 출연한 인물도 포함되어있다.

### ㄴ
- 나가사와 마오미(永沢まおみ, 2011년 12월 23일)
- 나가사와 아즈사(長澤あずさ, 2012년 5월 25일)
- 나가사와 에리나(長澤えりな, 2013년 11월 8일)
- 나가사와 카나(長澤果奈, 2012년 5월 25일)
- 나가세 마미(長瀬麻美, 2014년 9월 12일)
- 나가세 아이(長瀬愛, 1999년 8월 1일 ~ 2003년 11월 21일)
- 나나우미 나나(七海なな, 2007년 10월 12일 ~ 2011년 11월 25일)
- 나리타 아이(成田愛, 2014년 1월 10 ~ 2014년 9월 12일)
- 나츠키 메이(那月めい, 2015년 7월 10일)
- 노나미 마이(野波麻衣, 2010년 3월 26일 ~ 2011년 6월 24일)
- 니시나 모모카(仁科百華, 2011년 2월 25일)
- 니시노 히카루(西野ひかる, 2004년 12월 ~ )
- 니시오 사야카(仁科さやか, 2007년 2월 ~ )
- 니시오 카오리(西尾かおり, 2012년 4월 27일)
- 니이야마 카에데(新山かえで, 2012년 11월 23일)

### ㄹ
- 루미카(RUMIKA, 2010년 2월 26일 ~ 5월 28일)

### ㅁ
- 마리무라 케이(真梨邑ケイ, 2009년 9월 25일 ~ 2012년 10월 26일)
- 마리카(まりか, 2010년 7월 23일 ~ 10월 22일)
- 마리카(茉莉花, 2010년 4월 23일 ~ 2012년 8월 24일)
- 마유즈미 미키(黛ミキ, 1993년 5월 ~ )
- 마츠 스미레(松すみれ, 2010년 11월 26일 ~ 2012년 8월 24일)
- 마츠시마 카에데(松島かえで, 2003년 12월 19일 ~ 2007년 11월 9일)
- 마츠시타 히카리(松下ひかり, 2012년 8월 24일)
- 마츠우라 히로미(松浦ひろみ, 2010년 2월 ~ )
- 마츠키 아야(松生彩, 2008년 8월 ~ )
- 마키 아즈키(眞木あずさ, 2011년 7월 22일 ~ 2012년 10월 26일)
- 모리 나나코(森ななこ, 2011년 7월 22일)
- 모리카와 마우(森川真羽, 2012년 9월 28일)
- 모모사키 히나노(百咲ひなの, 2007년 7월 ~ )
- 모모카 에미리(百花エミリ, 2011년 5월 27일)
- 모치다 모모에(持田百恵, 2010년 2월 26일)
- 모치즈키 치히로(望月ちひろ, 2010년 7월 9일 ~ 12월 10일)
- 모카(モカ, 2010년 3월 26일)
- 미나모토 스즈(源すず, 2011년 5월 27일)
- 미나미 리오나(南梨央奈, 2012년 3월 23일)
- 미나미 마유(南まゆ, 2015년 4월 10일)
- 미나미노 아카리(南野あかり, 2011년 3월 25일)
- 미모리 코코(美森ここ, 2004년 11월 ~ )
- 미사토 아리사(美里有紗, 2013~ 9~ 13일 ~ 2014년 12월 26일)
- 미야세 리코(宮瀬リコ, 2011년 9월 23일)
- 미야지 나오미(宮路ナオミ, 2006년 1월 ~ )
- 미야지 유리카(宮地由梨香, 2012년 11월 23일)
- 미우라 아이카(三浦あいか, 1997년 10월 17일 ~ 12월 19일)
- 미유키 아리스(美雪ありす, 2010년 12월 10일 ~ 2012년 8월 10일)
- 미즈나 레이(みづなれい, 2008년 7월 ~ )
- 미즈사와 마키(水沢真樹, 2009년 1월 ~ )
- 미즈시로 세이라(水城静来, 2012년 7월 13일 ~ 2012년 12월 14일
- 미즈키 리아(美月リア, 2009년 11월 13일 ~ 2010년 4월 9일)
- 미즈키 히카리(聖月ひかり, 2006년 6월 ~ )
- 미카미 세리(美上セリ, 2006년 11월 ~ )
- 미카미 아이리(三上あいり, 2009년 7월 ~ )
- 미타케 료코(美竹涼子, 2002년 1월 25일 ~ 2004년 5월 21일)
- 미히로(みひろ, 2005년 1월 28일 ~ 2007년 5월 25일)

### ㅂ
- 베티 린(ベティ・リン, 2007년 11월 ~ )

### ㅅ
- 사나(紗奈, 2008년 5월 ~ )
- 사라(紗羅, 2011년 6월 24일)
- 사사키 하루카(佐々木はるか, 2011년 8월 26일)
- 사야마 아이(佐山愛, 2007년 4월 ~ )
- 사와키 마리에(沢木まりえ, 1990년 2월 ~ )
- 사치노 우타(さちのうた, 2015년 7월 10일 ~ )
- 사카키 레이나(榊れいな, 2006년 12월 ~ )
- 사쿠라 리에(桜リエ, 2009년 2월 ~ )
- 사쿠라 리오(桜りお, 2010년 7월 23일 ~ 2011년 6월 24일)
- 사쿠라 카오리(佐倉カオリ, 2011년 4월 22일)
- 사쿠라이 미유(櫻井美優, 2007년 1월 ~ )
- 사쿠라이 유우코(櫻井ゆうこ, 2010년 2월 26일)
- 사토 로라(佐藤ローラ, 2006년 10월 ~ )
- 사토 하루키(さとう遥希, 2011년 10월 28일 ~ 2012년 8월 24일)
- 세나 아유무(瀬奈あゆむ, 2012년 3월 23일)
- 세리자와 렌(芹沢恋, 2007년 12월 ~ 2009년 9월)
- 세리자와 유이(芹沢ゆい, 2011년 1월 14일 ~ 8월 12일)
- 소노자키 안리(園咲杏里, 2012년 4월 13일 ~ 2012년 6월 8일)
- 쇼지 미유키(庄司みゆき, 1989년 1월 ~ )
- 스노하라 미키(春原未来, 2012년 12월 28일)
- 스즈네 리오나(鈴音りおな, 2010년 4월 23일 ~ 10월 22일)
- 스즈카 네이로(鈴香音色, 2011년 4월 22일)
- 스즈키 아리스(鈴木ありす, 2011년 11월 25일 ~ 2012년 10월 26일)
- 시부야 카호(澁谷果歩, 2014년 11월 14일)
- 시노다 유(篠田ゆう, 2013년 1월 25일)
- 시노자키 아미(篠崎あみ, 2010년 5월)
- 시노하라 나미(篠原奈美, 2011년 3월 25일)
- 시노하라 모에(篠原もえ, 2005년 6월 ~ )
- 시라이시 사키(白石美咲, 2009년 10월 ~ )
- 시라이시 히토미(白石ひとみ, 1991년 9월 27일 ~ 1992년 8월 7일)
- 시라카와 유리(白川ゆり, 2009년 8월 ~ )
- 시바사키 유(柴咲ユウ, 2005년 2월 ~ )
- 시이나 마이(椎名舞, 1998년 4월 ~ )
- 시이나 미쿠루(椎名みくる, 2012년 6월 22일)
- 시이나 유나(椎名ゆな, 2013년 1월 25일)
- 시이나 히카루(椎名ひかる, 2012년 3월 23일)

### ㅇ
- 아료나 츠리시치와(Aryona Tsurishichewa, 2013년 1월 25일)
- 아리무라 치카(有村千佳, 2012년 1월 27일)
- 아리사와 안(有沢杏, 2015년 7월 10일)
- 아리스 아유미(有須あゆみ, 1992년 12월 11일 ~ 1993년 1월 15일)
- 아마미 레이(天海麗, 2005년 10월 21일 ~ 2007년 1월 26일)
- 아마미야 코토네(雨宮琴音, 2011년 10월 28일)
- 아사노 미나미(浅之美波, 2011년 8월 26일)
- 아사노 하루미(浅乃ハルミ, 2012년 2월 24일)
- 아사미 유마(麻美ゆま, 2005년 10월 28일 ~ 2013년 5월 24일)
- 아사부키 아미(麻吹亜美, 2004년 2월 ~ 2004년 2월 13일)
- 아사오카 미레이(朝岡実嶺, 1991년 6월 28일 ~ 1993년 3월 26일)
- 아사카 료(朝香涼, 2010년 8월 27일)
- 아사카 하나(麻香はな, 2007년 1월 ~ )
- 아사쿠라 유(麻倉憂, 2010년 2월 26일 ~ 2011년 6월 24일)
- 아사히나 아카리(朝日奈あかり, 2008년 12월 12일 ~ 2014년 1월 24일)
- 아시나 마호(芦名未帆, 2012년 3월 23일)
- 아야나 쿄코(彩名杏子, 2001년 8월 ~ )
- 아야네 사쿠라(彩音さくら, 2011년 1월 28일 ~ 2012년 8월 24일)
- 아야노(綾乃, 1993년 4월 16일 ~ 6월 11일)
- 아야세 렌(綾瀬れん, 2012년 9월 28일)
- 아야세 미온(綾瀬美音, 2007년 6월 ~ )
- 아오이 소라(蒼井そら, 2002년 7월 ~ 2005년 7월 22일)
- 아오이 츠카사(葵つかさ, 2010년 10월 8일 ~ 2015년 5월 22일)
- 아오키 미소라(青木美空, 2012년 4월 27일)
- 아유카와 아미(鮎川あみ, 2001년 4월 20일 ~ 7월 24일)
- 아이네 마히로(愛音まひろ, 2010년 4월 23일 ~ 2011년 6월 24일)
- 아이다 스미레(相田すみれ, 2004년 1월 ~ )
- 아이리 미이(愛璃みい, 2010년 2월 26일)
- 아이우치 노조미(愛内希あ, 2012년 4월 27일 ~ 8월 24일)
- 아이우치 마호(愛内まほ, 2010년 3월 26일)
- 아이자와 카린(愛沢かりん, 2013년 10월 11일 ~ 2014년 3월 14일)
- 아이즈미 레이카(愛澄玲花, 2010년 9월 24일 ~ 2011년 4월 22일 EROTICA)
- 아이지마 나오(相島奈央, 2012년 1월 27일 ~ 10월 26일)
- 아이카(AIKA, 2011년 9월 23일)
- 아이카 사야(愛花沙也, 2012년 1월 27일)
- 아이카와 미우(愛川みう, 2009년 9월 ~ 2010년 2월)
- 아이카와 유라(あいかわゆら, 2007년 8월 ~ )
- 아이하라 사에(愛原さえ, 2011년 3월 25일 ~ 2012년 8월 24일)
- 아즈미(あづみ, 2010년 4월 23일 ~ 2012년 8월 24일)
- 아카네 에미(茜笑美, 2010년 10월 22일 EROTICA)
- 아키나 리코(秋菜里子, 1999년 7월 ~ )
- 아키모토 미유(秋元美由, 2010년 2월 26일)
- 아키야마 카스미(秋山かすみ, 2004년 10월 ~ )
- 아키즈키 레이나(秋月玲奈, 2010년 3월 26일 ~ 2011년 6월 24일)
- 안도 마오(安藤真央, 2007년 5월 ~ )
- 안자이 미호(安西美穂, 2004년 7월 ~ )
- 야마구치 리코(やまぐちりこ, 2010년 8월 27일 ~ 12월 24일)
- 야카미 하루카(八神はるか, 2008년 3월 ~ )
- 에이로 치카(絵色千佳, 2010년 5월 28일 ~ 2012년 10월 26일 EROTICA)
- 오노 미스즈(大野美鈴, 2015년 8월 14일)
- 오다 마코(織田真子, 2010년 8월 ~ 2011년 7월 22일)
- 오오사와 미카(大沢美加, 2010년 5월 28일 ~ 6월 25일)
- 오오시로 카에데(大城かえで, 2011년 2월 25일)
- 오오츠키 히비키(大槻ひびき, 2011년 10월 28일 ~ 2012년 10월 26일)
- 오오호리 카나(おおほり かな, 2010년 12월 24일 ~ 2012년 10월 26일)
- 오우카와 토미(桜川とう美, 2009년 8월 ~ )
- 오이카와 나오(及川奈央, 2000년 12월 22일 ~ 2002년 1월 18일)
- 오자와 나츠키(小沢なつき, 2004년 4월 ~ )
- 오쿠다 사키(奥田咲, 2011년 6월 10일 ~ 2013년 1월 11일)
- 오토와 레온(音羽レオン, 2010년 7월 23일)
- 오토와 카나데(音羽かなで, 2009년 1월 ~ )
- 와카나 세나(若菜瀬奈, 1997년 5월 ~ )
- 와카나 히카루(若菜ひかる, 2006년 2월 ~ )
- 요시자와 아키호(吉沢明歩, 2003년 3월 ~ )
- 우루야 마호(うるや真帆, 2011년 3월 11일 ~ 11월 11일)
- 우사미 나나 (宇佐美なな, 2012년 7월 27일 ~ 9월 28일)
- 우사미 나나 (宇佐美奈々, 1991년 12월 6일)
- 우에하라 아이(上原亜衣, 2014년 4월 26일)
- 우즈키 마이(卯월 麻衣, 2009년 6월 12일 ~ 10월 9일)
- 유리노 모모(百合野もも, 2012년 1월 27일)
- 유키 마코토(優希まこと, 2010년 9월 1일 ~ 2012년 3월 23일)
- 이나미 아야(稲見亜矢, 2010년 2월 26일)
- 이노우에 시오리(井上詩織, 1998년 8월 28일 ~ 9월 18일)
- 이마이 히로노(今井ひろの, 2009년 4월 ~ )
- 이와사 아스카(岩佐明일 香, 2011년 11월 25일)
- 이즈미 마나(泉麻那, 2010년 4월 23일)
- 이타노 유키(板野有紀, 2012년 12월 28일)
- 이토 루나(伊藤ルナ, 2009년 12월 ~ )
- 이토 베니(伊東紅, 2013년 8월 9일 ~ 2014년 6월 27일)
- 이토 에리(伊東エリ, 2008년 7월 ~ )

### ㅈ
- 줄리아(JULIA, 2010년 11월 26일)

### ㅊ
- 츠보미(つぼみ, 2012년 6월 25일 ~ 10월 26일)
- 치바나 메이사(知花メイサ, 2012년 10월 12일 ~ 2013년 1월 11일)

### ㅋ
- 카나다 미오(かなた美緒, 2010년 12월 24일)
- 카나미 메이리(かなみ芽梨, 2010년 6월 11일 ~ 9월 10일)
- 카나자와 분코(金沢文子, 1999년 1월 ~ )
- 카노 미즈호(加納瑞穂, 1996년 12월 27일 ~ 1999년 3월 26일)
- 카스미 리사(かすみりさ, 2012년 10월 26일)
- 카시와기 린(柏木鈴, 2012년 4월 27일)
- 카시와기 에리카(柏木エリカ, 2011년 11월 23일)
- 카시와기 유리(柏木ゆり, 2011년 11월 23일)
- 카오리(かおり, 2013년 1월 25일)
- 카와나 미스즈(川菜美鈴, 2015년 7월 10일)
- 카와나 사오리(川奈さおり, 1992년 7월 24일 ~ 10월 30일)
- 카와카미 나나미(川上奈々美, 2012년 1월 13일 ~ 2015년 5월 22일)
- 카와하마 나츠미(川浜なつみ, 1996년 9월 25일 ~ 1998년 9월 25일)
- 카즈하 미레이(和葉みれい, 2010년 5월 28일 ~ 2011년 6월 24일)
- 카지카와 마리코(舵川まり子, 2006년 4월 ~ )
- 카타기리 리노(片桐りの, 2010년 3월 26일)
- 카토 나츠미(加藤なつみ, 2011년 11월 23일 ~ 2012년 10월 26일)
- 카하라 메리나(華原恵里奈, 2015년 7월 10일)
- 칸노 사유키(菅野さゆき, 2010년 3월 12일 ~ 10월 22일)
- 칸노 시즈카(管野しずか, 2012년 7월 23일 ~ 10월 26일)
- 칸자키 마이(神崎麻衣, 2004년 5월 ~ )
- 코모리 아이(小森愛, 2011년 12월 9일 ~ 2014년 5월 23일)
- 코무로 유리(小室友里, 1998년 1월 23일 ~ 2002년 10월 25일)
- 코무카이 미나코(小向美奈子, 2011년 10월 14일 ~ 2014년 4월 11일)
- 코바야가와 레이코(小早川怜子, 2012년 11월 23일)
- 코바야시 히토미(小林ひとみ, 1986년 10월 ~ 2009년 12월)
- 코사카 미미(向坂美々, 2006년 8월 ~ )
- 코사카 미치루(小阪みちる, 2010년 2월 EROTICA)
- 코지마 미나미(小島みなみ, 2011년 7월 8일 ~ 2014년 2월 14일)
- 코지마 쥰나(小嶋ジュンナ, 2012년 6월 22일)
- 코치 아미리(古知亜美莉, 2009년 8월 ~ 2009년 11월)
- 코하시 사키(小橋咲, 2012년 10월 26일)
- 코하쿠 우타(琥珀うた, 2010년 8월 27일)
- 콘노 히카루(紺野ひかる, 2015년 7월 10일 EROTICA)
- 쿠로사와 아이(黒沢愛, 2001년 4월 ~ )
- 쿠루루기 미캉(枢木みかん, 2012년 7월 27일)
- 쿠루키 나호(黒木なほ, 2006년 4월 ~ )
- 쿠루키 미사키(黒木美咲, 2012년 11월 23일)
- 쿠루키 이치카(黒木いちか, 2012년 2월 24일)
- 쿠리바야시 리리(栗林里莉, 2011년 8월 26일)
- 쿠마노 푸코(熊野ぷぅこ, 2000년 3월 ~ )
- 키노시타 아야나(木下あやな, 2015년 8월 14일)
- 키노시타 아즈미(木下あずみ, 2012년 12월 14일 ~ 2013년 11월 8일)
- 키노시타 와카나(木下若菜, 2011년 6월 24일)
- 키류 사쿠라(桐生さくら, 2010년 2월 26일)
- 키리오카 사츠키(桐岡さつき, 2011년 2월 25일)
- 키무라 츠나(木村つな, 2012년 9월 28일)
- 키미야 마코(君矢摩子, 1993년 7월 23일 ~ 11월 26일)
- 키사키 스미레(妃すみれ, 2007년 8월 ~ )
- 키사키 유아(妃悠愛, 2010년 5월 28일)
- 키스기 히카리(来生ひかり, 2002년 6월 ~ )
- 키시 마리코(希志真理子, 1990년 ~ ?}}, 1996년(다시 데뷔) ~ ?)
- 키시 아이노(希志あいの, 2008년 2월 ~ )
- 키타가와 에리카(北川エリカ, 2012년 7월 27일)
- 키타하라 나나세(北原ななせ, 1991년 4월 26일)

### ㅌ
- 타니하라 카오리(谷原香織, 2011년 1월 28일)
- 타츠미 유이(辰巳ゆい, 2008년 1월 11일 ~ 2015년 1월 23일)
- 타치바나 유메미(橘ゆめみ, 2010년 2월 26일)
- 타치바나 이즈미(橘いずみ, 2009년 2월 ~ 2009년 6월)
- 타치바나 줄리아(立花樹里亜, 2012년 10월 26일)
- 타치바나 쿠라라(橘くらら, 2007년 7월 ~ 2007년 11월)
- 타치바나 쿠루미(立花くるみ, 2012년 10월 26일)
- 타치바나 히나타(橘ひなた, 2010년 8월 27일)
- 타카시 유이(高城ゆい, 2010년 2월 26일)
- 타키자와 히카루(滝沢ひかる, 2010년 4월 9일 ~ 10월 8일)
- 토모다 사야카(友田彩也香, 2011년 7월 22일 ~ 2012년 8월 24일)
- 토요마루(豊丸, 1988년 9월 ~ )

### ㅎ
- 하기와라 마이(萩原舞, 2004년 2월 27일 ~ 2006년 3월 17일)
- 하나미 히나(花美ひな, 2009년 3월 ~ )
- 하라 사라사(原更紗, 2007년 3월 ~ )
- 하라다 준(原田ジュン, 2009년 5월 ~ )
- 하루미 칸나(晴海カンナ, 2010년 2월 26일)
- 하루카 시이나(遥花しいな, 2012년 5월 25일)
- 하세가와 시즈쿠(長谷川しずく, 2011년 5월 27일)
- 하세가와 유리(長谷川ゆり, 2013년 1월 25일)
- 하스미 카렌(蓮美カレン, 2007년 12월 ~ )
- 하시바 루미(羽柴ルミ, 1995년 2월 10일 ~ )
- 하즈키 노조미(羽月希, 2011년 4월 22일 ~ 2012년 8월 24일)
- 하츠미 사키(初美沙希, 2012년 12월 28일)
- 호리우치 미키(堀内美希, 2012년 12월 28일)
- 호시노 마키(ほしのまき, 2007년 5월 ~ )
- 호시노 아야(星野彩, 2007년 10월 ~ )
- 호시노 쿠루미(星野くるみ, 2001년 10월 26일 ~ 2002년 2월 26일)
- 호시지마 치사(星島ちさ, 2010년 2월 26일)
- 호즈키 히카루(宝月ひかる, 2003년 8월 ~ )
- 후지모리 네네(藤森ねね, 2006년 6월 ~ )
- 후지사와 히토미(藤沢瞳, 2006년 7월 ~ )
- 후지와라 히토미(藤原ひとみ, 2012년 5월 25일)
- 후카다 미호(ふかだ みほ, 1999년 10월 ~ )
- 히라바라 코코로(平原心, 2012년 2월 24일)
- 히라이 나나코(平井七菜子, 2011년 4월 8일 ~ 9월 9일)

## 앨리스타~즈★
2011년 10월에 결성된, 앨리스 JAPAN 전속 여배우들의 유닛이다.

### 현재 멤버
- 1기 (2011년 10월 ~ )
  - 타츠미 유이
  - 아오이 츠카사
  - 코지마 미나미
  - 유키 마코토

- 2기 (2012년 4월 ~)
  - 카와카미 나나미

### 졸업 멤버
- 2011년 10월 ~ 2012년 3월
  - 아사히나 아카리
  - 미유키 아리스

- 2011년 10월 ~ 2013년 1월
- 오쿠다 사키

### 작품
- DVD
  - 두근두근! 앨리스타~즈★ (ドキドキ!アリスた〜ず★vol.1)
  - 활짝 핀 앨리스타~즈★ (満開アリスた〜ず★, 2012년 9월 14일)

- 노래
  - 〈러블리 엔젤 앨리스타~즈★〉 (2012년 9월 28일)

- 미디어 활동
  - 앨리스타~즈★의 어디? 더 베스트 (2011년 10월 3일, 도쿄 스포츠)
  - 하카타 하나마루, 다이키치의 앨리스타~즈★ 최전선! (2011년 10월 5일 ~ 2012년 9월 26일, 오사카 방송)
  - 심쿵! 앨리스타~즈★ (2011년 10월 16일 ~ 2012년 3월 18일, 엔터!371)
  - 두근두근! 앨리스타~즈★ (2012년 4월 17일 ~ , 엔터!371)